# Amt Bokhorst-Wankendorf
La comunità amministrativa di Bokhorst-Wankendorf (Amt Bokhorst-Wankendorf) si trova nel circondario di Plön nello Schleswig-Holstein, in Germania.

## Suddivisione
Comprende 8 comuni:
1. Belau (390)
2. Großharrie (476)
3. Rendswühren (765)
4. Ruhwinkel (964)
5. Schillsdorf (850)
6. Stolpe (1 333)
7. Tasdorf (342)
8. Wankendorf (2 916)

Il capoluogo è Wankendorf.
(Tra parentesi i dati della popolazione al 31 dicembre 2021)